# Casa de la Tierra (Segovia)
La Casa de la Tierra es un palacio situado en la ciudad de Segovia, Castilla y León, España. 
Ubicada extramuros del recinto amurallado de la ciudad de Segovia, constituye un relevante monumento por su interés arquitectónico como palacio segoviano, destacado por la pintura mural de su fachada y los esgrafiados de fachada e interior, que lo convierten en único en la ciudad y, especialmente por su valor histórico, como sede tradicional de la Comunidad de Ciudad y Tierra de Segovia, uso que ha venido manteniendo desde sus orígenes en el siglo XV cuando era conocida como la Casa de los Pueblos hasta la actualidad. Fue declarada bien de interés cultural el 8 de noviembre de 2021.

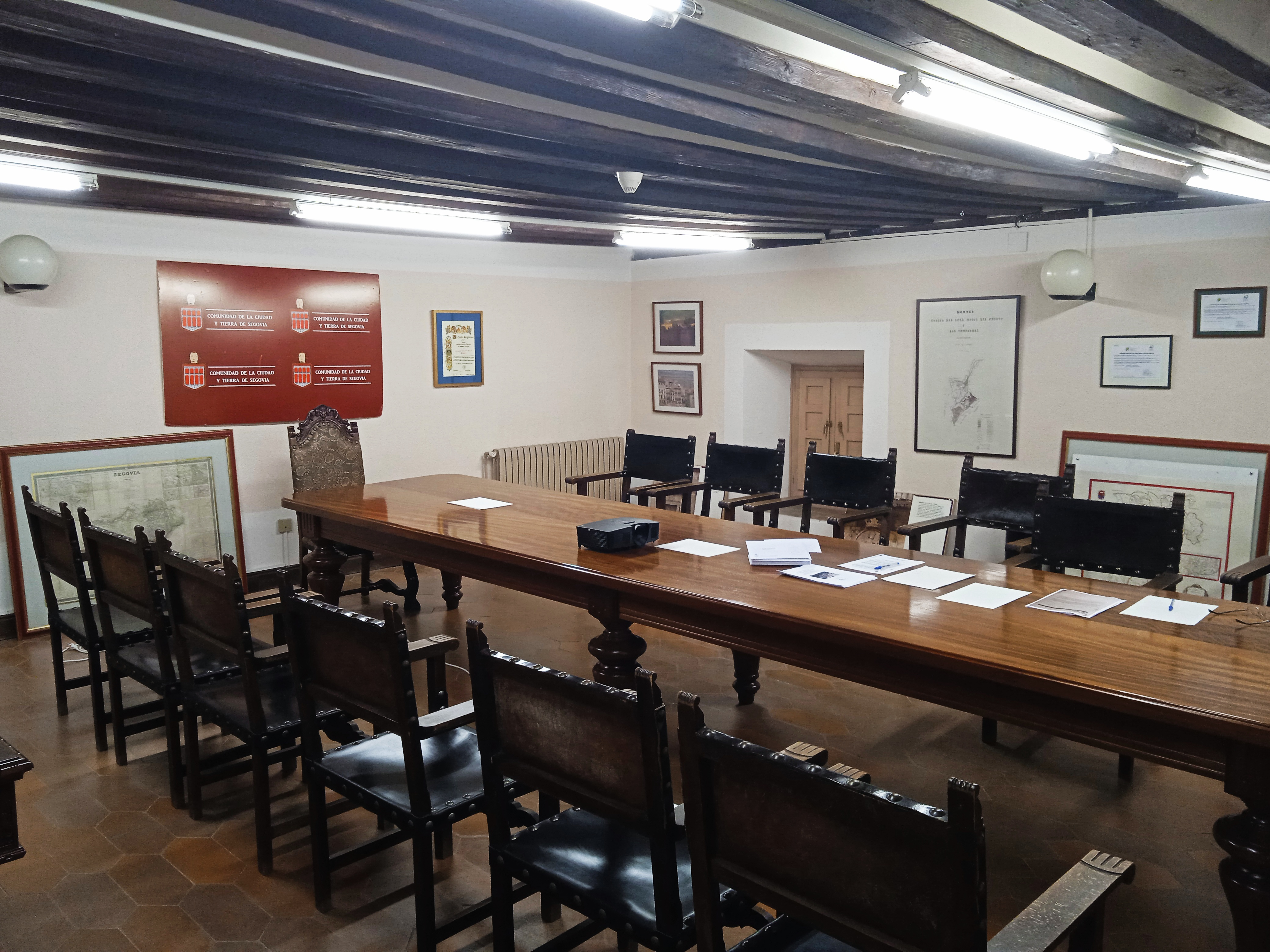
Sala de plenos de la Comunidad de Ciudad y Tierra de Segovia

## Historia
Los antecedentes históricos de la Casa de la Tierra de Segovia se remontan al siglo XV cuando era conocida como la Casa de los Pueblos. La comunidad de Ciudad y Tierra de Segovia era una agrupación integrada por la ciudad de Segovia y numerosos pueblos, con la finalidad de llevar a cabo la administración y disfrute de los extensos territorios y heredades que poseían en común. La organización de esta comunidad exigió para la celebración de sus reuniones y juntas, un edificio propio, por lo que se construye la que será la Casa de los Pueblos, sede y lugar de reunión y alojamiento de los procuradores sexmeros de la Comunidad de Ciudad y Tierra. La casa fue también utilizada en numerosas ocasiones como residencia temporal de personajes de los séquitos de los reyes de Castilla en sus distintos desplazamientos a la ciudad, hasta que ante las numerosas protestas que provocaba esta ocupación, Enrique IV decidió liberar a la casa de su condición de hospedaje. Esta decisión fue posteriormente confirmada por los Reyes Católicos y Felipe II.
En este mismo lugar que ocupara la Casa de los Pueblos, extramuros del recinto amurallado de la ciudad de Segovia al sur en el borde este del barrio de San Millán, se levanta entre los años 1746 a 1748 la Casa de la Tierra, con arreglo a las trazas de José de la Calle, aparejador mayor de las obras de Fernando VI en La Granja de San Ildefonso, y siendo maestro de obras Antonio Ortiz. La puerta principal fue ejecutada por Francisco Martínez y labrada por Manuel Suárez, maestro tallista de Segovia en 1748.

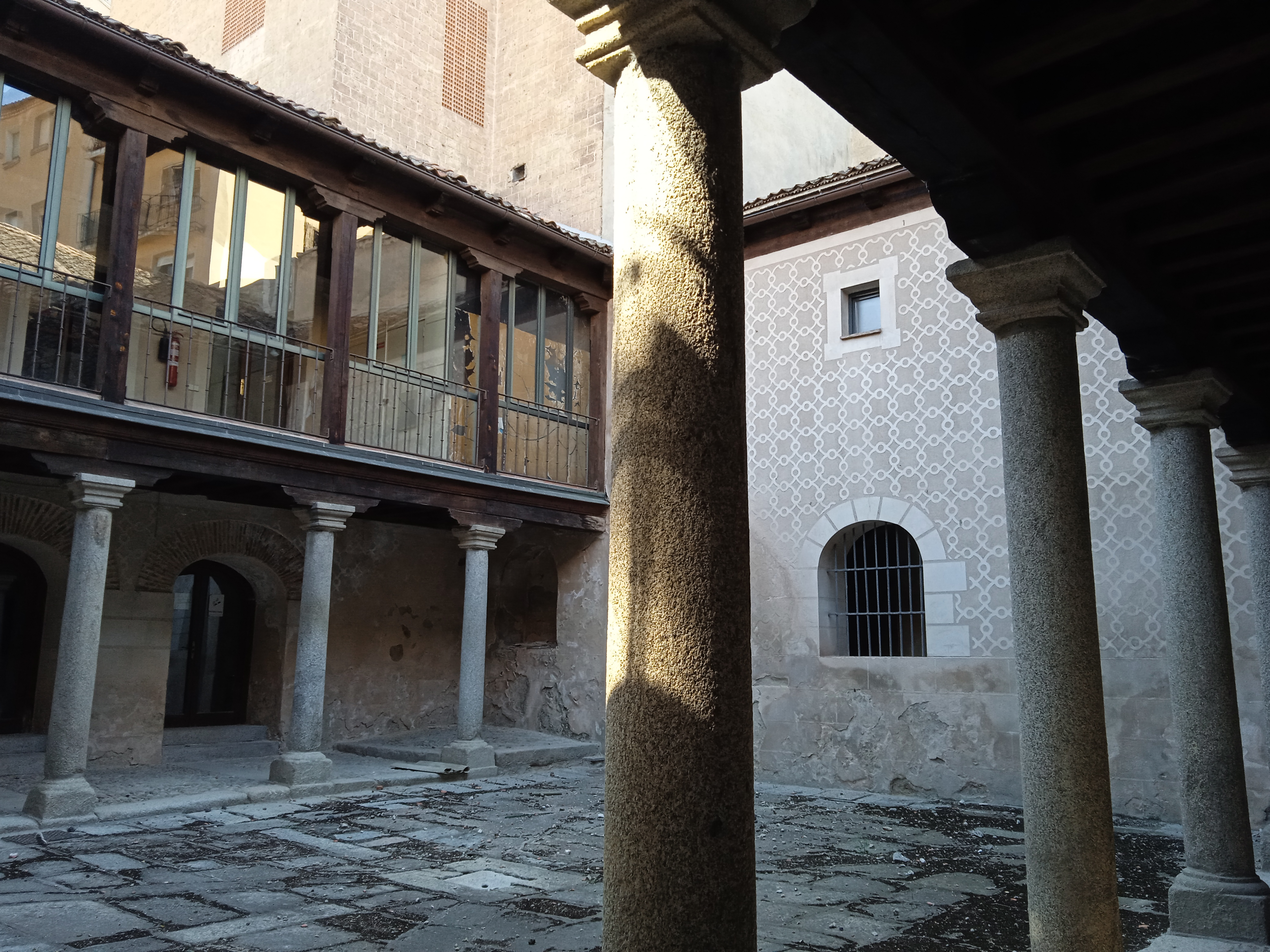
Patio del palacio

## Descripción
El edificio responde a la tipología de casa palacio con planta en forma de U. Presenta dos plantas organizadas alrededor de un patio, con galería porticada en tres de sus lados, formada por columnas de granito de planta cuadrada, fuste curvo, y rematadas con capitel dórico. El cuerpo superior permanece abierto, protegido por una sencilla barandilla, presenta pies derechos y zapatas de madera que reciben grandes vigas sobre las que se apoya la techumbre.
La fachada principal a la plaza de la Tierra es la más urbana, obra de 1748 del maestro Francisco Martínez, se encuentra ornamentada con una pintura mural que desarrolla un programa decorativo a base de motivos uniformes de tipo geométrico que rodean grisallas de personajes sin identificar, y otros de tipo vegetal alrededor de los vanos que recuerdan, en sus movidos perfiles a la típica ornamentación rococó. Únicamente dos personajes van acompañados de atributos: uno porta un halcón (alusión a la caza, al estamento noble o al mes de mayo) y otro porta corona floral y una cornucopia (símbolos de Flora, la Abundancia, etc.) En el eje central se sitúa la puerta principal, enmarcada por un amplio dintel de piedra con molduras muy sencillas y sobre ella, un medallón con Cupido sujetando un caduceo, rodeando al medallón motivos vegetales y en la parte superior central una corona. Se completa la fachada con un gran balcón central con dintel y barandilla de forja muy sencilla, ventanas y balcones a ambos lados.
La portada secundaria es más antigua, de época renacentista, es una construcción adintelada de grandes piezas de granito con un pequeño escudo inciso. El dintel se sujeta con ménsulas decoradas con modulación geométrica.
En la fachada que da a la calle Juan de Segovia, se conserva un esgrafiado sencillo, del tipo «a un tendido», con un diseño seriado en base de circunferencias tangentes que cuentan con otras menores interrumpiendo sus encuentros. La combinación, en un mismo edificio dieciochesco de pintura y esgrafiado es un fenómeno absolutamente singular en la demarcación segoviana y más aún en un inmueble de cierta categoría como es el que tratamos, dado que en esa centuria el esgrafiado, desplazado por la pintura mural, comienza a aplicarse en la arquitectura popular. El mismo diseño y técnica de esgrafiado se aplicó igualmente en el patio y en el zaguán, lugar este último en el que se aprecia que el contorno de los diseños geométricos fue remarcado con grafito o pintura negra, un complemento que se aplica al esgrafiado segoviano en los siglos del Barroco.
Con la desamortización de Mendizábal y la desaparición de las comunidades de Villa y Tierra, comienza el progresivo deterioro del edificio, que ha ido sufriendo diferentes modificaciones y cambios de uso, desde comedor social y escuela pública a lo largo del siglo XX hasta su rehabilitación, en 1986. También fue sede provisional de la casa consistorial durante su reforma en la década de 1990 y acogió la Escuela Universitaria de Relaciones Laborales y Turismo de la Universidad de Valladolid en 1998.
En la actualidad, el edificio alberga la sede de la Comunidad de Ciudad y Tierra, muestra una pequeña exposición sobre la historia del organismo, así como las oficinas, el archivo y una amplia sala de juntas, donde cada mes, se reúnen los once sexmeros representantes de la Comunidad.